# Biografielijst Sf

## Sfa
- Notis Sfakianakis (1959), Grieks zanger

## Sfe
- Nasrallah Boutros Sfeir (1920), Libanees kardinaal

## Sfo
- Ascanio Maria Sforza (1455-1505), Italiaans kardinaal
- Ciriaco Sforza (1970), Zwitsers voetballer en voetbalcoach